# Sinara
Il Sinara (in russo Синара?) è un fiume della Russia, affluente di destra del fiume Iset'. Scorre principalmente nell'oblast' di Čeljabinsk: distretto urbano di Snežinsk e rajon Kaslinskij e Kunašakskij. Solo brevemente passa nel Kamenskij rajo  dell'oblast' di Sverdlovsk e nel Katajskij rajon dell'oblast' di Kurgan. Appartiene al bacino dell'Irtyš (sottobacino del Tobol). 
Il fiume nasce dal lago Sinara ad un'altitudine di 247 metri sul livello del mare. È uno dei fiumi più settentrionali della regione di Čeljabinsk. Nella metà superiore scorre verso est, nella metà inferiore la direzione generale della corrente diventa nord-est. Sfocia nell'Iset' a 402 km dalla foce. Ha una lunghezza di 148 km e il suo bacino è di 6 690 km². Il fiume è tortuoso, la larghezza del canale è di 12-40 metri.